# Commelina virginica
Commelina virginica е вид многогодишно тревисто растение от семейство Commelinaceae. Видът е незастрашен от изчезване.

## Разпространение
Видът е разпространен в източната и югоизточната част на САЩ. Вирее във влажни почви.